# A Miracle Happens Here
A Miracle Happens Here is de tiende aflevering van het tweede seizoen van de televisieserie ER, die voor het eerst werd uitgezonden op 14 december 1995.

## Verhaal
Nu het bijna kerst is raakt het personeel steeds meer in de ban van de kerstsfeer. 
Hathaway is druk bezig met het organiseren van het kerstfeest en krijgt een verrassend cadeau.
Een oudere joodse vrouw werd het slachtoffer van carjacking en wordt nu op de SEH verzorgd. Paniek breekt uit als zij verklaart dat haar kleindochter bij haar was en nu dus vermist wordt. Het personeel komt erachter dat zij ook een overlevende is van de Holocaust en dat zij zo geleerd heeft om hoop te houden. Later wordt haar kleindochter ongedeerd teruggevonden, uit dankbaarheid viert de oma chanoeka op de SEH samen haar familie en het personeel.
Dr. Greene is boos op zijn vrouw Jennifer als zij hem vertelt dat Rachel bij haar blijft tijdens de feestdagen. Ondertussen moet hij een officiële verklaring afleggen over de zaak O'Brien. 
Dr. Benton en Carter scoren goede punten bij Dr. Vucelich, als Carter Ruby Rubadoux kan overtuigen zijn vrouw op te geven voor een nieuwe behandeling van Dr. Vucelich.  
Een katholieke priester komt te overlijden op de SEH en zijn volgers zweren wraak op de moordenaars. Boulet wil voorkomen dat er een bendeoorlog ontstaat, en wil nu proberen de volgers hiervan af te laten zien. 
Het personeel is verbaasd als Dr. Weaver in de armen vliegt van een Afrikaanse man. Het blijkt dat Dr. Weaver in Afrika heeft gewoond en daar deze man heeft ontmoet.

## Rolverdeling

### Hoofdrol
- Anthony Edwards - Dr. Mark Greene
- George Clooney - Dr. Doug Ross
- Eriq La Salle - Dr. Peter Benton
- Sherry Stringfield - Dr. Susan Lewis
- Laura Innes - Dr. Kerry Weaver
- Ron Rifkin - Dr. Carl Vucelich
- Michael Bryan French - Dr. MacGruder
- Richard Minchenberg - Dr. P.K. Simon
- Noah Wyle - John Carter
- Christine Elise - Harper Tracy
- Gloria Reuben - Jeanie Boulet
- Julianna Margulies - verpleegster Carol Hathaway
- Ellen Crawford - verpleegster Lydia Wright
- Yvette Freeman - verpleegster Haleh Adams
- Deezer D - verpleger Malik McGrath
- Lily Mariye - verpleegster Lily Jarvik
- Abraham Benrubi - Jerry Markovic
- Kristin Minter - Randi Fronczak
- Ron Eldard - ambulancemedewerker Ray 'Shep' Shepard
- Emily Wagner - ambulancemedewerker Doris Pickman

### Gastrol
- Red Buttons - Jules 'Ruby' Rubadoux
- Billye Ree Wallace - Helen 'Silvie' Rubadoux
- Brandon Maggart - Stan Calaus
- Jacob Vargas - Diablo
- Bradley Whitford - Sean O'Brien
- Joan Copeland - Hanna Steiner
- Tony Plana - priester
- John Cassini - chauffeur Zamboni
- Ja'net DuBois - Macy Chamberlain
- Al Fann - Mr. Chamberlain
- Mike Genovese - politieagent Al Grabarsky
- Danny Goldring - Tony Maddocks
- Sean Murray - Bret Maddocks
- Michael Chinyamurindi - Mlungisi

en vele andere